# ناحیه الیسان، شهرستان دیکاتور، کانزاس
شهرستان الیسان، بخش دیکاتور، کنساس (به انگلیسی: Allison Township, Decatur County, Kansas) یک منطقهٔ مسکونی در ایالات متحده آمریکا است که در کانزاس واقع شده‌است.

## خصوصیات
شهرستان الیسان ۹۲٫۷۹ کیلومترمربع مساحت و ۳۹ نفر جمعیت دارد و ۷۷۴ متر بالاتر از سطح دریا واقع شده‌است.